# Kjell Stormoen
Kjell Stormoen (24 de marzo de 1921 – 22 de octubre de 2010) fue un actor, director y escenógrafo noruego.

## Biografía
Nacido en Bergen, Noruega, sus padres eran Trygve H. Stormoen (1896–1971) y Hjørdis Henriksen (1897–1975). Era primo de Guri Stormoen, y estaba emparentado con Harald and Hans Stormoen. 
Aunque estudió grabado, también formaba parte de la sociedad dramática Bergens Dramatiske Klubb. Fue escenógrafo en el Teatro de Trøndelag desde 1945 a 1948. Tras un corto tiempo como escenógrafo del recién abierto Riksteatret en 1949, pasó a ser actor del Rogaland Teater en el mismo año. En este último teatro trabajó como director entre 1951 y 1952, y desde ese año hasta 1953 actuó en el Riksteatret, en el Den Nationale Scene entre 1953 y 1969, y en el Teatro nacional de Oslo entre 1969 y 1973. Fue director en el Teatro de Trøndelag desde 1973 a 1979, y de nuevo actor en el Teatro nacional entre 1980 y 1986.
Como actor cinematográfico, participó en más de veinte películas, entre ellas Kimen (1974), Streik! (1975) and Eggs (1995). Su papel en Eggs le valió un Premio Amanda (compartido con Sverre Hansen). Desde el año 2003 fue miembro honorario de la asociación de actores Norsk Skuespillerforbund.
El 11 de septiembre de 2009 fue nombrado Comendador de la Orden de San Olaf «por sus esfuerzos en las artes escénicas, el cine y la vida cultural noruega».
Kjell Stormoen falleció en el año 2010. Se había casado en dos ocasiones, siendo una de sus esposas la actriz Elna Kimmestad, con la que estuvo unido desde 1945 a 1972.

## Teatro (selección)
- Kjærlighet uten strømper, de Johan Herman Wessel
- For lukkede dører, de Jean-Paul Sartre
- Loke, de Peder W. Cappelen
- La ópera de los tres centavos, de Bertolt Brecht
- Prisen, de Arthur Miller